# Charles Brenton Huggins
Pour les articles homonymes, voir Huggins.
Charles Brenton Huggins, né le 22 septembre 1901 à Halifax, Nouvelle-Écosse, Canada et mort le 12 janvier 1997 à Chicago, est un physiologiste américain, natif du Canada.
Chercheur spécialiste du cancer de la prostate à l'université de Chicago, ses travaux sur l'hormonothérapie dans ce cancer lui valent le prix Nobel de physiologie ou médecine en 1966, conjointement avec Peyton Rous, récompensé, lui, pour sa découverte du premier virus oncogène à ARN, le virus du sarcome des poulets.

## Biographie
Charles Brenton Huggins est le fils aîné d'une famille dont le père est pharmacien. Après sa scolarité dans sa ville natale, il étudie à l'université Acadia dont il est diplômé en 1920, puis à l'université Harvard où il obtient son doctorat en médecine en 1924.
Il rejoint alors l'hôpital de l'université du Michigan où il exerce durant 3 années, d'abord comme interne, puis comme professeur de chirurgie.
Il intègre en 1927 la Faculté de médecine de l'université de Chicago. Successivement professeur de chirurgie, maître-assistant, maître de conférences, il devient, en 1951 le directeur de l'Institut Ben May de recherche sur le cancer de cette même université. Son épouse est décédée en 1983.